# Vuk Todorović
Vuk Todorović (in serbo Вук Тодоровић?; Belgrado, 23 aprile 1998) è un pallavolista serbo, palleggiatore del Padova.

## Palmarès

### Club
- Campionato serbo: 4

2017-18, 2018-19, 2019-20, 2020-21
- Campionato sloveno: 2

2021-22, 2022-23
- Coppa di Serbia: 1

2019-20
- Coppa di Slovenia: 2

2021-22, 2022-23
- Supercoppa polacca: 2

2019, 2020
- Middle European League: 2

2021-22, 2022-23